# Jake Hanrahan
Jake Hanrahan
Jake Hanrahan, né le 23 janvier 1990, est un journaliste et réalisateur de documentaires britannique originaire des Midlands de l'Est, en Angleterre. Ses travaux portent généralement sur la guerre irrégulière, le crime organisé ou encore les contre-cultures.
Il se spécialise dans une approche terre-à-terre du reportage, notamment en s'investissant dans la réalisation de documentaires menés au plus près de communautés difficiles d'accès ou dangereuses.

## Biographie
Jake Hanrahan débute le journalisme en 2013 de façon autodidacte en tant que journaliste indépendant. Ses travaux sont publiés dans The Guardian, Esquire, Rolling Stone et Wired. En 2014, Hanrahan est embauché par VICE News, puis par HBO,. Il y travaille comme reporter et producteur à l'écran pour des reportages menés en Syrie, en Irak, en Ukraine, au Kurdistan ou encore en Palestine.
Auprès de VICE News, il se spécialise dans les reportages sur des sujets peu traités dans les plus grands médias : les factions paramilitaires, les gangs, les réseaux du dark web ou encore le militantisme environnemental (manifestations contre le projet de construction du barrage de Sivens, dans le Tarn). En 2015, il réalise également des reportages dans le contexte de la guerre du Donbass, à la fois du côté des forces armées ukrainiennes et des séparatistes de Donetsk.
Ses travaux pour VICE les plus connus sont ses reportages en immersion au sein de groupes rebelles kurdes et notamment le Parti des travailleurs du Kurdistan (PKK) combattant les forces armées turques. 
Il est arrêté et emprisonné dans ce contexte en septembre 2015 au sud-est de la Turquie, lors de la réalisation d'un documentaire sur la branche la plus jeune du PKK, le YDG-H (Jeunesse patriotique révolutionnaire). Jake Hanrahan et deux de ses collègues, Philip Pendlebury et Mohammed Rasool, sont détenus deux semaines dans différentes prisons de haute sécurité turques, dont la prison de Diyarbakır, avant d'être renvoyés au Royaume-Uni,,. Il appelle par la suite la Turquie à libérer le traducteur Mohamed Rasool, resté détenu plus de 100 jours supplémentaires.
Jake Hanrahan quitte VICE en 2017, en raison d'un désaccord grandissant avec la ligne éditoriale de la nouvelle direction de la plateforme. 
À nouveau journaliste indépendant, il réalise une enquête sur le groupe militant néo-nazi Atomwaffen Division. Ce travail, dans le contexte du projet Documenting Hate dirigé par ProPublica, est récompensé d'un duPont Award en 2020.
En 2022, le magazine américain Complex réalise un portrait de Jake Hanrahan, et le qualifie d'« une des voix les plus importantes dans le domaine du reportage sur les guerres et les conflits ».

## Popular Front
En 2018, Jake Hanrahan crée la plateforme de reportage indépendant Popular Front, avec en premier lieu des podcasts, puis des documentaires et des magazines, focalisés principalement sur les conflits armés et les troubles civils et politiques bénéficiant d'une moindre couverture médiatique. 
La plateforme revendique une indépendance financière et morale, basée sur le financement participatif (Patreon) et la vente de produits dérivés, et refuse tout investissement ou publicité de grands médias ou entreprises.
Popular Front étend son audience notamment via les réseaux sociaux, cumulant en 2025 plusieurs millions d'abonnés sur différentes plateformes. 
Popular Front voit sa popularité croître tout particulièrement en 2020, après la réalisation du documentaire auto-produit Plastic Defence. Proposant une rencontre avec un concepteur européen du FGC-9, figure du marché d'armes à feu imprimées en 3D, le reportage cumule plusieurs millions de vues sur YouTube et attire l'attention des médias,. 
En 2022, dans le contexte de l'invasion de l'Ukraine par la Russie, Jake Hanrahan mène pour Popular Front un documentaire en immersion auprès de hooligans ukrainiens engagés au sein des Forces de défense territoriale. Le documentaire est projeté plusieurs fois en Europe et aux États-Unis par le biais d'organisations d'Ultras.

## Autres projets
Jake Hanrahan développe d'autres projets via son studio de production H11.  
En 2020, il crée le podcast Q-Clearance: The Hunt for QAnon pour iHeartRadio, autour des origines et du fonctionnement de la théorie conspirationniste politique américaine d'extrême-droite QAnon. L'année suivante, il produit la série de podcasts d'investigation Megacorp, cette fois autour des pratiques et malversations du géant Amazon. En 2023, il s'intéresse aux décès brutaux et successifs d'oligarches russes avec une série de podcasts appelée Sad Oligarch.
Il auto-publie en 2021 son premier livre, Gargoyle, qui répertorie ses travaux écrits.
En 2025, Jake Hanrahan lance Away Days, une série de documentaires ayant pour vocation d'aller au plus près des cultures underground et en marge de la société autour du monde. Le premier épisode, en immersion au sein des gangs dans les favelas de Rio de Janeiro, sort le 20 mai 2025.